# Wereldbeker schaatsen 2010/2011
De  Wereldbeker schaatsen 2010/2011 (officieel: Essent ISU World Cup Speed Skating 2010/11) was een internationale schaatscompetitie verspreid over het gehele schaatsseizoen. De wereldbeker werd dit seizoen in acht weekenden afgewerkt. De eerste wedstrijd vond plaats in november 2010 en de laatste in maart 2011, beide wedstrijden vonden plaats in Thialf, Heerenveen. De wereldbeker schaatsen wordt georganiseerd door de Internationale Schaatsunie (ISU).

## Kalender
| Plaats         | Datum               | 500m | 1000m | 1500m | 3k/5k | 5k/10k | achtervolging | details |
| -------------- | ------------------- | ---- | ----- | ----- | ----- | ------ | ------------- | ------- |
| Heerenveen     | 12-14 november 2010 | 2x   | 1x    | 1x    | 1x    |        |               | details |
| Berlijn        | 19-21 november 2010 | 2x   | 1x    | 1x    | 1x    |        | 1x            | details |
| Hamar          | 27-28 november 2010 |      |       | 1x    |       | 1x     | 1x            | details |
| Changchun      | 4-5 december 2010   | 2x   | 2x    |       |       |        |               | details |
| Obihiro        | 11-12 december 2010 | 2x   | 2x    |       |       |        |               | details |
| Moskou         | 28-30 januari 2011  | 2x   | 1x    | 1x    | 1x    |        | 1x            | details |
| Salt Lake City | 18-19 februari 2011 |      |       | 1x    |       | 1x     |               | details |
| Heerenveen     | 4-6 maart 2011      | 2x   | 1x    | 1x    | 1x    |        |               | details |
|                |                     |      |       |       |       |        |               |         |
| Totaal         | Totaal              | 12x  | 8x    | 6x    | 4x    | 2x     | 3x            |         |

## Eindstanden

### Mannen
| afstand | 1e               | 2e            | 3e               |
| ------- | ---------------- | ------------- | ---------------- |
| 500 m   | Lee Kang-seok    | Lee Kyou-hyuk | Joji Kato        |
| 1000 m  | Stefan Groothuis | Lee Kyou-hyuk | Shani Davis      |
| 1500 m  | Shani Davis      | Håvard Bøkko  | Stefan Groothuis |
| 5/10 km | Bob de Jong      | Ivan Skobrev  | Bob de Vries     |
| team    | Noorwegen        | Rusland       | Verenigde Staten |

### Vrouwen
| afstand | 1e                 | 2e                | 3e                |
| ------- | ------------------ | ----------------- | ----------------- |
| 500 m   | Jenny Wolf         | Lee Sang-hwa      | Margot Boer       |
| 1000 m  | Heather Richardson | Christine Nesbitt | Margot Boer       |
| 1500 m  | Christine Nesbitt  | Marrit Leenstra   | Ireen Wüst        |
| 3/5 km  | Martina Sáblíková  | Stephanie Beckert | Jilleanne Rookard |
| team    | Nederland          | Duitsland         | Noorwegen         |

## Deelnamequota
Op basis van de wereldbeker van het voorafgaande seizoen 2009/2010 mogen de volgende landen bijgenoemd aantal deelnemers inschrijven per afstand, wanneer deze aan de limiet per afstand hebben voldaan. Het organiserend land van een wereldbeker mag op alle afstanden 5 deelnemers inschrijven, mits deze aan de limiet(en) hebben voldaan. Alle andere ISU-leden (landen met federaties in de ijs-/schaatssport die zijn aangesloten bij de ISU) mogen per afstand 1 deelnemer inschrijven, mits voldaan aan de limiet(en).
|                  | Mannen | Mannen | Mannen | Mannen  | Vrouwen | Vrouwen | Vrouwen | Vrouwen |
| Landen           | 500m   | 1000m  | 1500m  | 5/10 km | 500m    | 1000m   | 1500m   | 3/5 km  |
| ---------------- | ------ | ------ | ------ | ------- | ------- | ------- | ------- | ------- |
| Canada           | 5      | 5      | 4      | 3       | 3       | 5       | 5       | 5       |
| China            | 5      | 1      | 1      | 1       | 5       | 3       | 3       | 3       |
| Denemarken       | 1      | 1      | 1      | 1       | 1       | 1       | 1       | 2       |
| Duitsland        | 3      | 4      | 2      | 4       | 5       | 4       | 5       | 4       |
| Finland          | 3      | 2      | 1      | 1       | 1       | 1       | 1       | 1       |
| Frankrijk        | 1      | 1      | 1      | 2       | 1       | 1       | 1       | 1       |
| Italië           | 2      | 2      | 3      | 3       | 2       | 2       | 2       | 1       |
| Japan            | 5      | 3      | 2      | 3       | 5       | 4       | 5       | 5       |
| Kazachstan       | 1      | 3      | 2      | 2       | 2       | 2       | 1       | 1       |
| Letland          | 1      | 1      | 1      | 2       | 1       | 1       | 1       | 1       |
| Nederland        | 5      | 5      | 5      | 5       | 5       | 5       | 5       | 5       |
| Nieuw-Zeeland    | 1      | 1      | 1      | 2       | 1       | 1       | 1       | 1       |
| Noord-Korea      | 1      | 1      | 1      | 1       | 2       | 2       | 1       | 1       |
| Noorwegen        | 2      | 4      | 4      | 5       | 1       | 2       | 2       | 3       |
| Oostenrijk       | 1      | 1      | 1      | 1       | 1       | 1       | 2       | 2       |
| Polen            | 2      | 2      | 3      | 2       | 1       | 2       | 2       | 3       |
| Rusland          | 2      | 4      | 4      | 3       | 5       | 5       | 4       | 3       |
| Tsjechië         | 1      | 1      | 1      | 1       | 2       | 2       | 3       | 2       |
| Verenigde Staten | 3      | 5      | 5      | 4       | 4       | 5       | 4       | 4       |
| Zuid-Korea       | 5      | 4      | 3      | 2       | 3       | 2       | 3       | 4       |
| Zweden           | 1      | 1      | 4      | 2       | 1       | 1       | 1       | 1       |
| Zwitserland      | 1      | 1      | 1      | 2       | 1       | 1       | 1       | 1       |

Voor de ploegenachtervolging mocht elk land één team inschrijven, mits alle drie de schaat(st)ers aan een van de wereldbekerlimieten hadden voldaan.

## Limiettijden
Om te mogen starten in de Wereldbeker schaatsen 2010/2011 moet de schaatser na 1 juli 2009 aan de volgende limiettijden hebben voldaan.
| Geslacht | 500m  | 1000m   | 1500m   | 3000m   | 5000m                            | 10.000m                            |
| -------- | ----- | ------- | ------- | ------- | -------------------------------- | ---------------------------------- |
| Mannen   | 36,50 | 1.12,50 | 1.51,50 | —       | 6.50,00                          | 13.40,00 (10 km) of 6.40,00 (5 km) |
| Vrouwen  | 40,20 | 1.20,50 | 2.03,50 | 4.25,00 | 7.25,00 (5 km) of 4.15,00 (3 km) | —                                  |